# 金橋站 (日本)
金橋站（日语：／ Kanahashi eki */?）是位於奈良縣橿原市曲川町，西日本旅客鐵道（JR西日本）櫻井線的車站。站名稱取自舊金橋村，而金橋村的村名取自於安閑天皇之都「勾金橋宮」。

## 歷史
- 1913年（大正2年）4月21日：畝傍站至高田站之間開設此站[1]。
- 1970年（昭和45年）10月1日：成為無人車站。
- 1987年（昭和62年）4月1日：伴隨國鐵分割民營化，車站由西日本旅客鐵道（JR西日本）營運[1]。
- 2005年（平成17年）3月1日：此站開始可以使用IC卡「ICOCA」。設置IC卡專用簡易閘機。
- 2010年（平成22年）3月13日：制定路線愛稱為「萬葉Mahoroba線」。

## 車站構造
本站是地面車站（建設路堤上），設有1面1線的單式月台。高田方向的列車會開啟右邊車門。櫻井方向和高田方向的列車使用同一月台。此站是由王寺鐵道部管理的無人車站。車站出入口位於月台東邊（靠近櫻井一方）。站內設有大型候車室和IC卡專用簡易閘機，也設有可增值ICOCA的自動售票機。本站在1970年10月車站無人化前在靠近畝傍站一方設有木製站房。

## 使用狀況
根據「奈良縣統計年鑑」，以下為近年1日平均乘車人次列表：
| 年度   | 1日平均 乘車人次 |
| ------ | ---------------- |
| 2005年 | 325              |
| 2006年 | 330              |
| 2007年 | 341              |
| 2008年 | 371              |
| 2009年 | 436              |
| 2010年 | 461              |
| 2011年 | 468              |
| 2012年 | 500              |
| 2013年 | 504              |
| 2014年 | 487              |
| 2015年 | 497              |
| 2016年 | 528              |
| 2017年 | 526              |
| 2018年 | 545              |

## 車站周邊
- AEON Mall橿原（日语：イオンモール橿原）
- 橿原Across Plaza
- 日本郵便 曲川簡易郵局
- 國道24號（橿原繞道（日语：橿原バイパス））、國道165號（日语：国道165号）、國道166號（日语：国道166号）
- 奈良交通（日语：奈良交通）「國道曲川」巴士站

## 相鄰車站
西日本旅客鐵道
 萬葉Mahoroba線（櫻井線）
■快速（經高田站直通大和路線）、■普通
畝傍－金橋－高田

## 注腳
1. 1 2 3  曾根悟（監修）. 朝日新聞出版分冊百科編集部（編集） , 编. . 週刊朝日百科. 42号 阪和線・和歌山線・桜井線・湖西線・関西空港線. 朝日新聞出版. 2010-05-16: 22–23 （日语）.
2. ↑  .   [2021-10-02]. （原始内容存档于2020-03-29）.

## 外部連結
- 金橋｜車站資訊：JR出門網 - 西日本旅客鐵道（日語）